# Union générale sportive de l'enseignement libre
L’Union générale sportive de l’enseignement libre (UGSEL), est la fédération française de sport scolaire de l’enseignement privé, fondée en 1911 au sein de la Fédération gymnastique et sportive des patronages de France. Celle-ci ayant réussi à fédérer dès 1906 la majorité des patronages paroissiaux qui accueillent les jeunes des classes populaires, le souci de Paul Michaux, président fondateur de la FGSPF est maintenant de fédérer aussi les patronages plus anciens des Ordres enseignants en créant une structure adaptée à leurs besoins spécifiques et de réunir ainsi la jeunesse "ouvrière" et la jeunesses "instruite". La nouvelle structure fonctionne comme commission de la fédération jusqu'en 1935 et se constitue en fédération autonome en octobre 1944. Les branches masculines et féminines, longtemps séparées ne fusionnent véritablement qu'en 1970. C’est la plus ancienne fédération sportive scolaire française.

## Historique

### Union gymnastique et sportive de l’enseignement libre
Le 10 février 1911, le souci de réunir autour du sport la jeunesse « ouvrière » et la jeunesse « instruite » amène la Fédération gymnastique et sportive des patronages de France (FGSPF), devenue depuis Fédération sportive de France (FSF) en 1947 puis Fédération sportive et culturelle de France (FSCF) en 1968, à décider de la création d’un organisme chargé du domaine scolaire. L’assemblée constitutive, placée sous la présidence de R. de Lapparent, désigne Mativet comme premier président ; H. Michard, quant à lui, est nommé secrétaire ; Henri de Gaulle (père du général) en devient le vice-président. Le nouvel organisme reçoit le nom d’Union gymnastique et sportive de l’enseignement libre ; il bénéficie du même régime que les unions départementales.
Le 29 mars 1911, les statuts en sont déposés. Certes, les pratiques sportives, dans l’enseignement libre secondaire, sont bien antérieures à cette date, comme en témoignent des exemples célèbres : Henri Lacordaire et le prytanée de Sorèze ou Henri Didon, régent de l’institut Albert-le-Grand d’Arcueil, membre du comité directeur de l’Union des sociétés françaises de sports athlétiques (USFSA), ami de Pierre de Coubertin et créateur de la devise du Comité international olympique (CIO) : Citius, altius, fortius exprimée pour la première fois le 7 mars 1891. Toutefois, le docteur Paul Michaux, fondateur de la FGSPF, leur confère une nouvelle lisibilité, dont le rayonnement s’étend, du même coup, au sport scolaire, jusqu’ici limité à quelques commissions spécifiques de l’Union des sociétés françaises de sports athlétiques.
La conquête de ce secteur s'avère laborieux car il est déjà largement prospecté par l'Union des sociétés françaises de sports athlétiques depuis plus de 20 ans comme en témoigne l'histoire du père Henri Didon et de son institut Albert-le-Grand d'Arcueil. Aussi, après un départ satisfaisant mais limité à l’organisation de compétitions sportives pour les collèges parisiens et quelques rares établissements de province, les effets de la Grande guerre réduisent encore son impact. En juin 1932, elle compte moins de 300 licenciés ; seuls deux établissements parisiens sont vraiment actifs : l’institution Notre-Dame de Sainte-Croix de Neuilly et l’école Notre-Dame, de la rue de Madrid. C’est à partir de la date précitée que l’Union gymnastique et sportive de l’enseignement libre se donne les moyens d’accéder à la dimension nationale, devenant ainsi la fédération omnisports des scolaires et universitaires catholiques.

### Union générale sportive de l’enseignement libre
En 1935, l’Union gymnastique et sportive de l’enseignement libre  prend des distance vis-à-vis de la FGSPF ; elle le signifie dans toutes ses démarches, sans toutefois officialiser ce changement, en modifiant sensiblement son sigle initial, qui se mute ainsi (provisoirement) en  Union générale et sportive de l’enseignement libre supérieur et secondaire. Dès 1937, outre les compétitions sportives, elle ouvre des stages de perfectionnement aux enseignants. L'année suivante des stages sportifs sont également proposés aux élèves. En 1939, l’Union générale et sportive de l’enseignement libre supérieur et secondaire compte 28 régions, dotées de leurs structures propres, elles-mêmes reliées à la direction nationale, laquelle comprend 300 établissements et environ 15000 licenciés.
Cette indépendance est de courte durée. En 1941, l’État français l’oblige à réintégrer sa structure d’origine qui doit elle-même troquer son sigle pour celui d’Union gymnique et sportive des patronages de France (UGSPF) et à absorber la branche féminine du sport catholique : le Rayon sportif féminin (RSF). Cette nouvelle situation de mixité entraîne le développement d’une Union générale sportive de l’enseignement libre féminine, fondée en 1938, qui marque vite son indépendance vis-à-vis de la branche masculine. Dès 1943, bénéficiant, à Vichy, du statut et de la protection de Marie-Thérèse Eyquem, mère Sainte-Monique (directrice) crée l’École normale d’éducation physique féminine catholique (ENEPFC)Guy Avanzini et François Hochepied 2010, p. 173. 
La politique de reprise en main morale, intellectuelle et physique du régime de Vichy n’est pas très éloignée des choix éducatifs de l’Union générale et sportive de l’enseignement libre supérieur et secondaire. Son président, Mgr René Barbier de la Serre et son secrétaire général, Yves Bouvyer, parviennent à valoriser leur expérience dans le domaine de l’éducation générale ; l’Union générale et sportive de l’enseignement libre supérieur et secondaire devient ainsi l’interlocuteur incontournable, en matière d’éducation physique et sportive, de l’enseignement privé catholique auprès du Commissariat général à l’Éducation générale et aux Sports (CGEGS).
Parvenant à éviter habilement l’ingérence excessive de ce dernier, ils créent les conditions d’un essor qui se poursuit au-delà de la Libération. En novembre 1943, l’Institut catholique de Paris (ICP) crée, à leur demande : l’Institut libre d'éducation physique supérieure (ILEPS). Le 3 octobre 1944, l’abrogation de la législation de Vichy lui rendant sa totale autonomie, l’Union générale et sportive de l’enseignement libre supérieur et secondaire officialise son changement de nom en Union générale sportive de l’enseignement libre. L’UGSEL est affiliée au Comité national olympique et sportif français (CNOSF).

### Les voies parallèles
Les sections masculines et féminines de l'UGSEL vont d’abord adopter des chemins parallèles. 
En 1947, l'UGSEL contribue à la fondation de la Fédération internationale sportive de l’enseignement catholique (FISEC), alors que l’Union générale sportive de l’enseignement libre féminine adhère à la Fédération mondiale de la jeunesse catholique féminine (FMJCF).
De 1958 à 1962, la FSF et l'UGSEL ont un aumônier commun, le révérend père jésuite Alain Maucorps.
En 1964, l’Union générale sportive de l’enseignement libre masculine ouvre son école de cadres à Caen, tandis que l’Union générale sportive de l’enseignement libre féminine ouvre la sienne à Angers.

### Les chemins de l’unité
Dès 1970, les deux sections fusionnent et à partir de 1981, pour se conformer à l’universitarisation de la formation des maîtres, tous les établissements de formation adoptent la mixité.